# 사운드 오브 메탈
《사운드 오브 메탈》(영어: Sound of Metal)은 2019년 제작된 미국의 드라마 영화이다. 데리어스 마더가 감독과 공동각본을 맡았다. 제93회 아카데미 시상식에서 편집상과 음향상을 수상하였다.

## 줄거리
메탈 드러머인 루벤은 여자친구 루와 함께 밴드 활동을 하며 미국을 순회하던 중 갑작스럽게 청력을 잃게 된다. 약사는 루벤에게 청력이 급속도로 악화될 것이라고 경고하며 소음 노출을 피하고 추가 검사를 받을 것을 권한다. 하지만 루벤은 계속해서 공연을 하려 하고, 그의 여자친구 루는 그의 안전과 약물 중독 재발을 우려하여 공연을 중단하길 원한다. 루벤은 결국 약물 중독 치료를 받던 중 청력을 잃은 사람들을 위한 공동체에 들어가게 된다.
그곳에서 루벤은 새로운 사람들을 만나고 수화를 배우며, 침묵 속에서 평화를 찾는 훈련을 받는다. 그는 아이들에게 드럼 레슨을 해주며 공동체에 적응하지만, 여전히 이전의 삶을 그리워하며 여자친구 루를 찾으려고 한다. 루벤은 자신의 드럼 장비를 팔아 인공와우 수술을 받는다. 그러나 수술 후 들리는 소리는 왜곡되어 있었고, 실망한 채로 루를 만나기 위해 파리로 향한다.
파리에서 루는 새로운 삶에 적응해 있었고, 루벤을 보며 팔을 긁는 행동을 보이기도 한다. 루벤은 루에게 다시 음악을 하자고 제안하지만, 루는 불안한 모습을 보인다. 다음 날 아침, 루벤은 조용히 떠나고, 공원에서 왜곡되어 들리는 종소리에 인공와우 장치를 제거하고 침묵 속에서 앉는다.

## 출연진
- 리즈 아메드 - 루빈 스톤
- 올리비아 쿡 - 루 버거
- 폴 레이시 - 조
- 로런 리들로프 - 다이앤
- 마티외 아말리크 - 리처드 버거